# Naturlig lag
Naturlig lag, den naturliga lagen, är en etisk teori om att det finns universellt giltiga värderingar.
Den naturliga lagen uttrycker den naturrätt, det vill säga den ursprungliga moral som innebär att alla människor intuitivt kan veta vad som är gott och ont, sanning och lögn. Den finns i olika varianter inom de flesta religioner såväl som sekulära filosofier.
Den konservative författaren C.S. Lewis har beskrivit den kristna synen på den naturliga lagen i sina arbeten 
Kan man vara kristen? (Mere Christianity) och Människans avskaffande (The Abolition of Man).